# August Enna
August Enna (Nakskov, 13 de mayo de 1859 - Copenhague, 3 de agosto de 1939) fue un compositor danés, conocido principalmente por sus óperas.
Aunque nacido en Dinamarca, su familia era originaria de Enna en Sicilia. Su mayor éxito como compositor fue La bruja (1892), además de otras óperas que alcanzaron gran popularidad. Fue también autor de canciones, 2 sinfonías, obras para piano y un concierto para violín. Su obra está muy influenciada por la música de Wagner.

## Óperas
- Heksen (La bruja) (1891).
- Cleopatra (1893).
- Aucassin und Nicolette (1896).
- Die Erbsenprinzessin (1902).
- Gloria Arsena (1916).
- Los actores (1921).
- Don Juan Mañara (1922). El libreto versa sobre el mito de Don Juan.